# Toronto Star
El Toronto Star es un periódico canadiense publicado en la ciudad de Toronto (Ontario). Tiene la mayor distribución del país, sobrepasando los 400.000 ejemplares diarios (distribuidos casi por completo en la provincia de Ontario). Pone énfasis en la cobertura de noticias regionales del área metropolitana de Toronto. Su compañía madre, Torstar, posee un gran número de diarios regionales y comunitarios, así como la Harlequin Enterprises Ltd, la mayor editorial de novelas románticas del mundo. Actualmente, Torstar pretende comprar un 20% de Bell Globemedia a los propietarios de la CTV y The Globe and Mail.
La línea editorial del Star está gobernado en los principios de Atkinson. Joseph Atkinson, redactor jefe del diario de 1899 a 1948, tenía una fuerte conciencia social y defendía numerosas causas asociadas con el moderno estado de bienestar: las pensiones de vejez, el seguro social y la universalidad del sistema sanitario. Los principios que guían siempre las posiciones del diario son:
- un Canadá fuerte, unido e independiente
- la justicia social
- las libertades civiles e individuales
- el compromiso cívico y comunitario
- los derechos de los trabajadores
- el papel necesario del gobierno

Ha apoyado casi siempre al Partido Liberal de Canadá a nivel federal, y fue el único periódico de importancia en hacerlo en las elecciones federales canadienses de 2006; casi la totalidad de los otros periódicos de gran tirada apoyaron al Partido Conservador. En los años ochenta, se opuso con fuerza al libre comercio con los Estados Unidos. No obstante, las posiciones adoptadas de este periódico sorprenden a veces: se opuso a la guerra en Irak y a las políticas del presidente estadounidense George W. Bush, pero preconizó la participación canadiense en el proyecto de escudo antimisiles. Más recientemente, denunció la rectitud política en las universidades canadienses y se opuso a la representación proporcional en las elecciones.

## Redactores notables
- Morley Callaghan
- Ernest Hemingway
- Richard Gwyn
- Chantal Hébert
- Graham Fraser
- Peter C. Newman
- Pierre Berton